# László Prukner
László Prukner (ur. 14 listopada 1960 w Sztálinváros) – węgierski piłkarz występujący na pozycji środkowego pomocnika. Do 16 sierpnia 2011 roku pierwszy trener Ferencvárosi TC.

## Kariera piłkarska
Prukner urodził się w Sztálinváros i w tamtejszym Dunaújvárosi Kohász rozpoczynał swoją juniorską karierę. W tym samym klubie rozpoczął karierę seniorską. Później reprezentował barwy Pécsi EAC, Szegedi EOL AK (w klubie tym zadebiutował w węgierskiej Nemzeti Bajnokság I w sezonie 1983/84), Kaposvári Rákóczi, austriackiego SK Altheim i ponownie Kaposvári Rákóczi.

## Kariera trenerska
Karierę trenerską Prukner rozpoczął w 1990 roku, gdy był grającym asystentem trenera w SK Altheim. Po powrocie na Węgry został grającym pierwszym trenerem Rákóczi Kaposcukor FC II-Kaposmérő. W 1998 roku został włączony do sztabu szkoleniowego w Kaposvári Rákóczi FC. Pierwszym trenerem tego klubu został w 2001 roku, a kolejny raz w 2003 roku. W pierwszym pełnym sezonie 2003/04 wprowadził klub do Nemzeti Bajnokság I. Najlepszy wynik z KRFC osiągnął w sezonie 2007/08 i było to 6. miejsce. Po sezonie 2009/10 rozstał się z klubem z Kaposvár i został trenerem Ferencvárosi TC. Z klubem z Budapesztu w sezonie 2010/11 zajął 3. miejsce w lidze. Kolejny sezon (2011/12) pod wodzą Pruknera, piłkarze Ferencvárosi TC rozpoczęli bardzo słabo. W pierwszych pięciu kolejkach zespół zdobył tylko dwa punkty, zaś Prukner po porażce z Honvédem podał się do dymisji.